# ۷۱ جزء از روزشمار یک شانس
۷۱ جزء از روزشمار یک شانس (به آلمانی: 71 Fragmente einer Chronologie des Zufalls) فیلمی است به کارگردانی میشائل هانکه، کارگردان اتریشی، که در سال ۱۹۹۴ ساخته شد. این فیلم، پس از قاره هفتم و ویدیوی بنی، سومین فیلم از سه‌گانه غیررسمی هانکه دربارهٔ خشونت مدرن است که به سه‌گانه عصر یخبندان شهرت دارد.

## خلاصه داستان
این فیلم از ۵ فصل تشکیل شده‌است و هر فصل، با پخش اخبار تلویزیون آغاز می‌شود. خبر اول، اغلب مربوط به جنگ در سارایوو است و به دنبال آن به روز رسانی اخبار مربوط به اتهامات مایکل جکسون. در هر فصل، یک مرد جوان رومانیایی که مهاجر غیرقانونی است و در زاغه‌نشین‌های وین زندگی می‌کند، یک نگهبان بانک، زن و شوهری که بچه‌دار نمی‌شوند، مردی که همیشه در حال تماشای تلویزیون است و یک دانشجو. تقریباً تا پایان فیلم کار و زندگی این شخصیت‌ها به هم ارتباطی ندارد. تنها موقعیت مکانی و بخت و اقبال آنها را در پایان به یکدیگر مرتبط می‌کند. جایی که دانشجوی ۱۹ ساله، یک روز پیش از کریسمس وارد بانک می‌شود و همه را به رگبار می‌بندد.

## سبک و درونمایه
این فیلم، سبک فیلمساز را در رادیکال‌ترین شکل خود نمایش می‌دهد. فیلم از تعداد زیادی اپیزود کوتاه و ساده تشکیل شده، دوربین در تمام اپیزودها ثابت است و هر اپیزود فقط یک پلان است. اثری از موسیقی فیلم یا صدایی غیر از صدای محیط وجود ندارد. تنها موسیقی‌ای که شنیده می‌شود از تلویزیون یا رادیو پخش می‌شود. درونمایه فیلم، مانند دو اثر دیگر این سه‌گانه، از خود بیگانگی، رفتارهای غیرانسانی، ماتریالیسم، فقدان شفقت و خشونت در رسانه‌های جمعی است.

## جوایز
- برنده جایزه بهترین فیلم در جشنواره بین‌المللی فیلم شیکاگو (۱۹۹۴)[۳]
- برنده جایزه بهترین فیلم، بهترین فیلمنامه و جایزه انجمن نویسندگان و منتقدان کاتالونیا در جشنواره بین‌المللی فیلم سیتخس (۱۹۹۴)[۴]